# Шанду (повіт)
41°33′25″ пн. ш. 113°33′36″ сх. д. / 41.55704° пн. ш. 113.56008° сх. д.
Шанду (кит. 商都县, пін. Shāngdū Xiàn) — один із повітів КНР у складі префектури Уланчаб, Внутрішня Монголія. Адміністративний центр — містечко Цітай.

## Географія
Шанду лежить на Монгольському плато у східній частині префектури.

### Клімат
Повіт знаходиться у зоні, котра характеризується кліматом помірних степів. Найтепліший місяць — липень із середньою температурою 20,1 °C. Найхолодніший місяць — січень, із середньою температурою -13,8 °С.
| Клімат повіту Шанду     | Клімат повіту Шанду | Клімат повіту Шанду | Клімат повіту Шанду | Клімат повіту Шанду | Клімат повіту Шанду | Клімат повіту Шанду | Клімат повіту Шанду | Клімат повіту Шанду | Клімат повіту Шанду | Клімат повіту Шанду | Клімат повіту Шанду | Клімат повіту Шанду | Клімат повіту Шанду |
| Показник                | Січ.                | Лют.                | Бер.                | Квіт.               | Трав.               | Черв.               | Лип.                | Серп.               | Вер.                | Жовт.               | Лист.               | Груд.               | Рік                 |
| Середній максимум, °C   | −7                  | −2,7                | 4,1                 | 13,1                | 20                  | 24,6                | 26,3                | 24,4                | 19,6                | 12                  | 2,3                 | −5                  | 11                  |
| Середня температура, °C | −13,8               | −10                 | −3                  | 5,8                 | 13,1                | 18                  | 20,1                | 18,2                | 12,7                | 4,9                 | −4,5                | −11,3               | 4,2                 |
| Середній мінімум, °C    | −19                 | −15,8               | −9,1                | −0,9                | 6                   | 11,3                | 14,3                | 12,3                | 6,4                 | −0,8                | −9,6                | −16,2               | −1,8                |
| Норма опадів, мм        | 1.9                 | 3.2                 | 5.7                 | 15.5                | 28.5                | 49.3                | 92.7                | 75.6                | 41.5                | 16.5                | 4.8                 | 1.9                 | 337.1               |
| Вологість повітря, %    | 67                  | 61                  | 51                  | 43                  | 46                  | 55                  | 66                  | 69                  | 63                  | 58                  | 61                  | 66                  | 58.8                |
| ----------------------- | ------------------- | ------------------- | ------------------- | ------------------- | ------------------- | ------------------- | ------------------- | ------------------- | ------------------- | ------------------- | ------------------- | ------------------- | ------------------- |
| Джерело: data.cma.cn    |                     |                     |                     |                     |                     |                     |                     |                     |                     |                     |                     |                     |                     |